# جيمس وليمز (مبارز بالسيف)
جيمس وليمز (بالإنجليزية: James Williams)‏ هو مبارز بالسيف بريطاني، ولد في 16 أكتوبر 1966 في هدرسفيلد في المملكة المتحدة.

## وصلات خارجية
- جيمس وليمز على موقع أوليمبيديا (الإنجليزية)
- جيمس وليمز على موقع اللجنة الأولمبية البريطانية (الإنجليزية)